# St. Anna (Olszyniec)

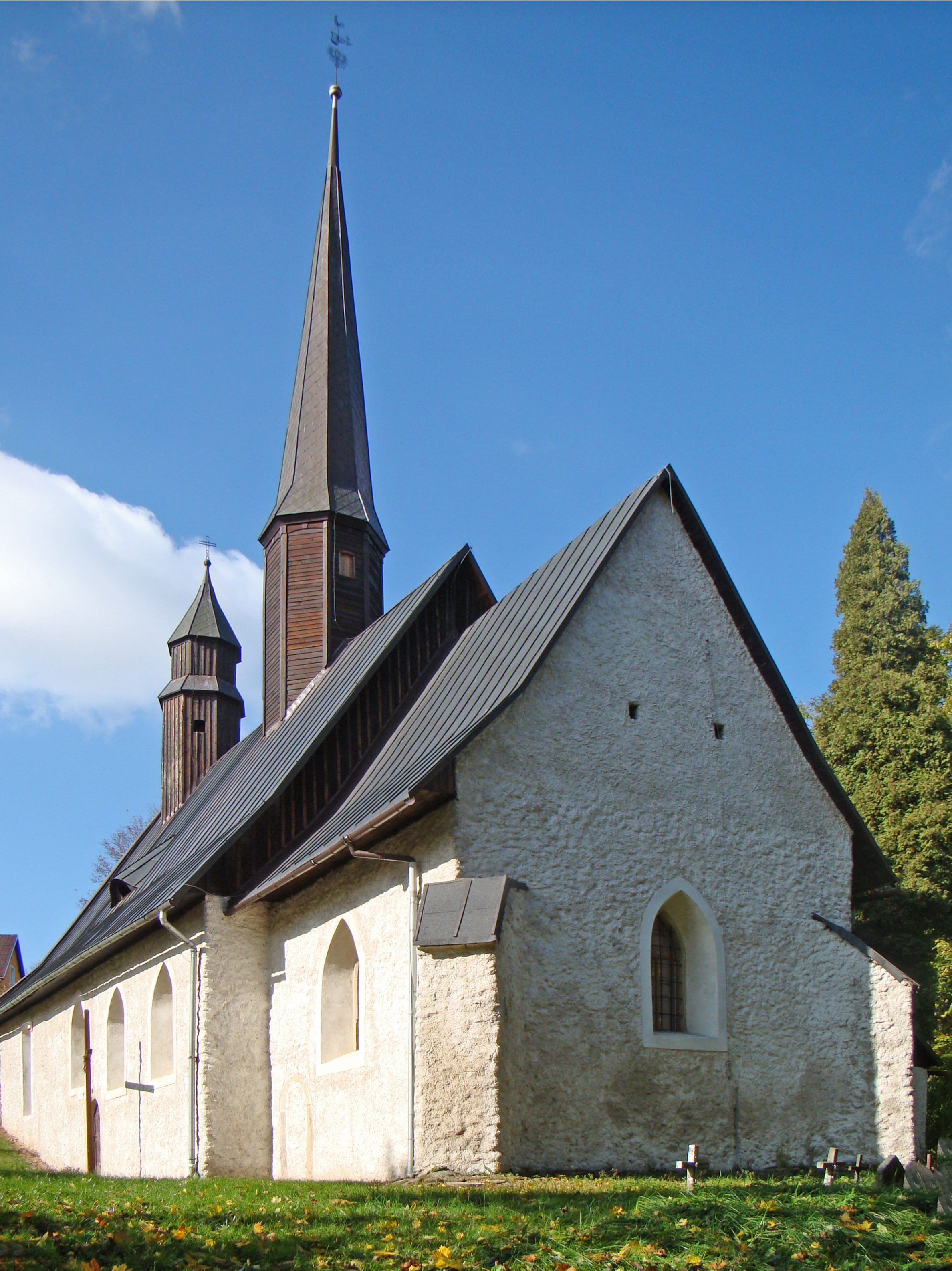
St.-Anna-Kirche in Olszyniec (Erlenbusch)

Die St.-Anna-Kirche (polnisch Kościół św. Anny w Olszyńcu) ist ein römisch-katholisches Kirchengebäude in Olszyniec (deutsch Erlenbusch) im Powiat Wałbrzyski (Waldenburg) der Woiwodschaft Niederschlesien in Polen. Seit 2004 gehört sie zum Bistum Świdnica (Schweidnitz).

## Geschichte
Ein Vorgängerbau in Erlenbusch wurde während der Reformation 1535 von evangelischen Meißnischen Bergknappen erbaut und 1540 erweitert. Die heutige Kirche geht auf einen Neubau von 1593 zurück. Nach dem Dreißigjährigen Krieg wurde sie den katholischen Gläubigen zugewiesen. Sie war danach Filialkirche der Pfarrei Dittmannsdorf, später von Charlottenbrunn. Heute ist die Kirche Filiale von Zagórze Śląskie (Kynau). Die Kirche wurde 1926 renoviert, wobei sich in einem der Dachreiter Urkunden aus dem Jahr 1844 fanden.

## Bauwerk
Der Bau aus der Spätrenaissance ist von einer Mauer mit Schießscharten umgeben und sollte vermutlich als Wehrkirche dienen. Die Kirche trägt zwei Türmchen in Form von Dachreitern, in denen sich je eine Glocke befindet. Das Innere ist reich ausgestattet. Das Kreuzrippengewölbe stammt aus dem Jahre 1611, ebenso die Kassettendecke, die in 16 rechteckige Felder aufgeteilt ist. Deren Füllungen im Stil der Spätrenaissance sind mit Tapetenmustern ausgeschmückt. Der Taufstein wurde von einem Grafen von Holstein-Gottorp gestiftet, der während des Dreißigjährigen Krieges hier seinen Sohn taufen ließ. Der Hauptaltar mit dem Gemälde der hl. Anna mit Maria ist von etwa 1720. Die Kanzel wurde um 1611 geschaffen.